# 영구와 공룡 쭈쭈
《영구와 공룡 쮸쮸》(Young-Gu And Princess Zzu Zzu)는 한국에서 제작된 심형래 감독의 1993년 가족, 판타지, 모험, 코미디 영화이다. 심형래 등이 주연으로 출연하였고 심형래 등이 제작에 참여하였다.

## 출연

### 주연
- 심형래

### 조연
- 박종설
- 이현순
- 서원섭
- 양종철
- 서찬호
- 윤일주
- 이석구
- 오성우
- 진봉진
- 김기종
- 윤상철

## 기타
- 제작총지휘: 김낙순
- 제작부장: 송형복
- 제작진행: 오태형
- 제작진행: 윤상철
- 촬영부: 허봉완
- 촬영부: 신종순
- 촬영부: 서이석
- 촬영부: 박경훈
- 촬영부: 신명춘
- 조명: 조길수
- 조명부: 송훈
- 조명부: 김형철
- 조명부: 박춘석
- 스틸: 노기흘
- 조감독: 김영균
- 조감독: 윤여운
- 조감독: 이은경
- 녹음: 이형근
- 미술: 권오중
- 미술: 이근하
- 미술: 김종문
- 특수효과: 이정일
- 옵티컬: 윤종두
- 분장: 정기운
- 분장: 김종식
- 분장: 김수연
- 운송: 정진우
- 운송: 신순식
- 미니어쳐: 노승욱
- 운송: 배세권
- 미니어쳐: 김종현
- 미니어쳐: 박명숙
- 미니어쳐: 이상협
- 미니어쳐: 허운규
- 미니어쳐: 박용성
- 미니어쳐: 강은정
- 효과: 양대호